# Старотавларово
Старотавларово (баш. Иҫке Таулар) — село в Буздякском районе Республики Башкортостан Российской Федерации. Центр Тавларовского сельсовета.

## География

### Географическое положение
Расстояние до:
- районного центра (Буздяк): 45 км,
- ближайшей ж/д станции (Буздяк): 45 км.

## История
Село под названием Тавларово было основано башкирами Канлинской волости Казанской дороги на собственных вотчинных землях. В 1710 году согласно договору о припуске поселились ясачные татары, которые позже в сословие тептярей. 

## Население
В 1917 году в Старотавларово и Новотавларово проживало 2745 человек, из них 1960 тептярей, 738 башкир, 17 мишар, 17 русских и 13 татар.
| 2002 | 2009 | 2010 |
| ---- | ---- | ---- |
| 810  | ↘724 | ↗737 |

## Религия
В селе есть мечеть.